# Alice Csodaországban (film, 2010)
Az Alice Csodaországban (eredeti cím: Alice in Wonderland) amerikai fantasyfilm, amely valós díszletekkel élőszereplős, és 3D-s számítógépes animációs jelenetek kombinálásával készült. Rendezője Tim Burton. A film alapjául Lewis Carroll meseregényei szolgáltak (Alice Csodaországban, illetve Alice Tükörországban). Főbb szerepeit Mia Wasikowska, Johnny Depp, Helena Bonham Carter, Anne Hathaway és Crispin Glover játszotta. Amerikában 2010. március 4-én, Magyarországon 5-én mutatták be.

## Cselekmény
Alice Kingsley (Mia Wasikowska) 4 éves kora óta mindig ugyanazt álmodja, de egy nap, amikor anyjával az eljegyzési partijára indul, felbukkan egy kékmellényes nyuszi, aki felkelti Alice figyelmét. Amint sikerül eltűnnie a partiról, egyből a nyúl után ered, ami egy mély lyuk felé vezeti. Alice kicsit mélyebben belenéz a lyukba, amikor hirtelen belezuhan és egy sötét helyen találja magát, ahol rengeteg kisebb-nagyobb ajtó, egy kis asztal, amin kulcs, süti és egy üveg ital van. Alice rengeteg próbálkozás után bejut (Cs)Odaországba, ami már nem olyan, mint régen.
A Nyalka nyúl elviszi őt a bölcselőhöz (Alan Rickman), aki meg tudja mondani, hogy ő-e az igazi Alice, aki le tudja győzni a sárkánygyíkot (Christopher Lee). Alice az ölés hallatán elmenekül, amikor hirtelen a Vörös királynő (Helena Bonham Carter) alattvalói rájuk uszítják a Brombolót, aki megsebesíti. Alice menekülés közben betéved egy erdőbe, ahol találkozik Vigyorival (Stephen Fry), a macskával, aki elvezeti őt a Bolond Kalaposhoz (Johnny Depp). A Kalapos persze azonnal felismeri, és tudja, hogy ő az igazi Alice. Mindenáron el akarja juttatni a Fehér királynőhöz (Anne Hathaway), aki talán meg tudja győzni arról, hogy ölje meg a gyíkot. Alice, miután a Kalapost elvitték a Vörösök, nem akar elmenni a Fehér királynő udvarába, inkább megmenti. Terve közben elviszi a Vértez kardot. Később rájön, hogy helyesen kell cselekednie, és szembeszáll a Sárkánygyíkkal. Természetesen ő győz, így hazamehet. És csodaország újra a régi.

## Szereplők

### Élőszereplők
| Szereplő            | Szereplő                                | Eredeti hang         | Magyar hang        |
| Magyarul            | Angolul                                 | Eredeti hang         | Magyar hang        |
| ------------------- | --------------------------------------- | -------------------- | ------------------ |
| Alice Kingsley      | Alice Kingsley                          | Mia Wasikowska       | Molnár Ilona       |
| Kalapos             | The Mad Hatter                          | Johnny Depp          | Nagy Ervin         |
| Vörös Királynő      | The Red Queen                           | Helena Bonham Carter | Für Anikó          |
| Fehér Királynő      | The White Queen                         | Anne Hathaway        | Major Melinda      |
| Félszemű rém        | The Knave of Hearts                     | Crispin Glover       | Zámbori Soma       |
| Tutyika és Mutyika  | Tweeddledee and Tweeddledum             | Matt Lucas           | Elek Ferenc        |
| Charles Kingsley    | Charles Kingsley                        | Csókás Márton        | Kőszegi Ákos       |
| Lord Ascot          | Lord Ascot                              | Tim Pigott-Smith     | Szélyes Imre       |
| Helen Kingsleigh    | Helen Kingsleigh                        | Lindsay Duncan       | Kovács Nóra        |
| Lady Ascot          | Lady Ascot                              | Geraldine James      | Menszátor Magdolna |
| Hamish              | Hamish                                  | Leo Bill             | Minárovits Péter   |
| Imogene néni        | Aunt Imogene                            | Frances de la Tour   | Bókai Mária        |
| Margaret Kingsleigh | Margaret Kingsleigh                     | Jemma Powell         | Ruttkay Laura      |
| Lowell              | Lowell                                  | John Hopkins         | Rajkai Zoltán      |
| Faith Chattaway     | Faith Chattaway                         | Eleanor Gecks        | Balsai Móni        |
| Fiona Chattaway     | Fiona Chattaway                         | Eleanor Tomlinson    | Sallai Nóra        |
| Férfi nagy hassal   | Man with Large Belly in Red Queen Court | Joel Swetow          | Kapácsy Miklós     |
| Hóhér               | Hangman                                 | Jim Carter           | Végh Ferenc        |
| Alice 6 évesen      | 6-Year-Old Alice                        | Mairi Ella Challen   | Kardos Lili        |

### Különleges szereplők/szinkronhangjai
| Szereplő        | Szereplő              | Eredeti hang    | Magyar hang      |
| Magyarul        | Angolul               | Eredeti hang    | Magyar hang      |
| --------------- | --------------------- | --------------- | ---------------- |
| A Bölcselő      | Absolem               | Alan Rickman    | Papp János       |
| Nyalka Nyúl     | White Rabbit          | Michael Sheen   | Lippai László    |
| Vigyori úr      | Cheshire Cat          | Stephen Fry     | Faragó András    |
| A Badar         | March Hare            | Paul Whitehouse | Kerekes József   |
| Hőscincér       | Dormouse              | Barbara Windsor | Földi Teri       |
| Bayard, a véreb | Bayard the bloddhound | Timothy Spall   | Melis Gábor      |
| Beszélő virágok | Talking Flowers       | Imelda Staunton | Kocsis Mariann   |
| Dodó            | Dodo                  | Michael Gough   | Végvári Tamás    |
| Sárkánygyík     | Jabberwock            | Christopher Lee | Kárpáti Tibor    |
| Ló              | Horse                 | N/A             | Borbiczki Ferenc |
| Béka            | Frog                  | N/A             | Kautzky Armand   |

## Forgatás
A film előkészületeit John Roth producer és Linda Woolverton forgatókönyvíró kezdte meg 2007 áprilisában. Az év novemberében Tim Burton szerződést írt alá a Disney-vel két háromdimenziós film rendezésére, melyek egyike volt az Alice Csodaországban, a másik pedig Frankenweenie című filmjének újrafeldolgozása. Burton szerint a cél az, hogy megpróbáljanak egy olyan filmet alkotni, mely újszerű, de a Alice figurájának klasszikus természetét is megtartja. Burton azt is állítja, hogy filmjét nem tekinti egyik korábbi Alice-film folytatásának vagy újragondolásának sem.